# Antifatés
Antifatés (řecky Αντιφάτης, latinsky Antiphates) je v řecké mytologii náčelníkem kmene Laistrygonů.
Když se ithacký král Odysseus vracel z trojské války, čekalo ho strastiplné putování po moři. Na své cestě se dostal na ostrov boha větrů Aiola, který mu daroval měch s větry, zejména příznivým západním větrem, který ho měl dovést až na Ithaku. Posádka lodi však v opilosti uvolnila jiný měch, v němž byly prudké větry všech směrů, a ty ho zanesly na ostrov Laistrygonů, v blízkosti Sicílie.
Laistrygonové byli národem lidožravých obrů, jejichž náčelník či král Antifatés přes veškerou opatrnost Odyssea a jeho druhů přepadl námořníky a jednoho hned zabil a nechal připravit k jídlu. Odysseus připlul k ostrovu s dvanácti koráby, které obři hned vyhledali a zasypali je kamením, aby lodě nebyly připraveny k odplutí. Potom obři sešli dolů na pláž a dál zabíjeli lodníky a chystali hostinu.
Odysseus už na nic nečekal, utíkal k lodím, přesekl lano, naskočil na palubu a pobízel pár zbylých lodníků, aby naskočili a veslovali, co jim síly stačily. Tak se zachránila jediná loď s malým zbytkem Odysseových lidí, kteří si oddechli až daleko na volném moři a děkovali za svou záchranu.